# دوشان باستا
دوشان باستا (سیریلیک صربی: Душан Баста؛ زادهٔ ۱۸ اوت ۱۹۸۴) بازیکن فوتبال اهل صربستان است.

## تیم ملی
وی همچنین در تیم ملی فوتبال صربستان بازی کرده‌است.